# Војскова (ријека)
Војскова је притока ријеке Уне. У ријеку Уну се улива у Рудицама у општини Нови Град. Дуга је 35 km. Војскова је иза Уне и Сане, највећа ријека на простору општине Нови Град. Протиче кроз општине Крупа на Уни и Нови Град.
На подручју насеља Рудице се налази мјерно мјесто за праћење квалитета вода Војскове.